# Pat Sullivan (kanadyjski zapaśnik)
Pat Sullivan – kanadyjski zapaśnik walczący w stylu wolnym. Brązowy medalista mistrzostw świata w 1985, a także igrzysk panamerykańskich w 1983 i 1987. Mistrz Wspólnoty Narodów w 1987 roku.